# بمب‌گذاری در فرودگاه بین‌المللی دمودوو
بمب‌گذاری در فرودگاه بین‌المللی دومودِدُوُو انفجار انتحاری یک بمب در سالن پرواز فرودگاه بین‌المللی دوموده‌دوو مسکو بود که باعث کشته‌شدن دست‌کم ۳۵ نفر و زخمی شدن بیش از ۱۶۰ تن دیگر شد. فرودگاه بین‌المللی دوموددوو در شرق شهر مسکو قرار دارد و از فرودگاه‌های پرتردد این کشوراست.

## قربانیان
| کشور         | کشته | زخمی |
| ------------ | ---- | ---- |
| روسیه        | ۲۷+۲ | ۵۷   |
| تاجیکستان    | ۲    | ۸    |
| استرالیا     | ۲    |      |
| آلمان        | ۱    | ۱    |
| ازبکستان     | ۱    | ۱    |
| انگلستان     | ۱    |      |
| اوکراین      | ۱    |      |
| نیجریه       |      | ۲    |
| اسلواکی      |      | ۲    |
| فرانسه       |      | ۱    |
| ایتالیا      |      | ۱    |
| مالدیو       |      | ۱    |
| صربستان      |      | ۱    |
| اسلوانی      |      | ۱    |
| مجهول الهویه |      | ۳۹   |
| جمع          | ۳۷   | ۸۷   |